# Inka Nieminen
Inka Pilvikukka Nieminen, född 13 maj 1971 i Åbo, är en finländsk skulptör. 
Nieminen studerade 1990–1991 vid konstskolan Maa, 1992–1993 vid Fria konstskolan, 1993–1999 vid Bildkonstakademin (magister i bildkonst) och 1997–1998 vid konstakademin i Prag samt ställde ut första gången 1996. Hon har blivit känd för sina skulpturer i lera, av bland annat människor och hundar, som hon sveper in i målad och lackad tejp. Färgen kan till exempel vara en kraftig röd färg på figurernas dräkter. Hennes intresse fokuseras i hög grad på förhållandet mellan natur och kultur. Hon har även uppträtt som fotokonstnär – med människan i fokus – vid sidan av sin verksamhet som skulptör. Offentliga arbeten av henne finns i daghemmet Savotta i Helsingfors (2002) och i Saarela daghem och kvartersskola i Uleåborg (2002).